# تاریخ جایگزین

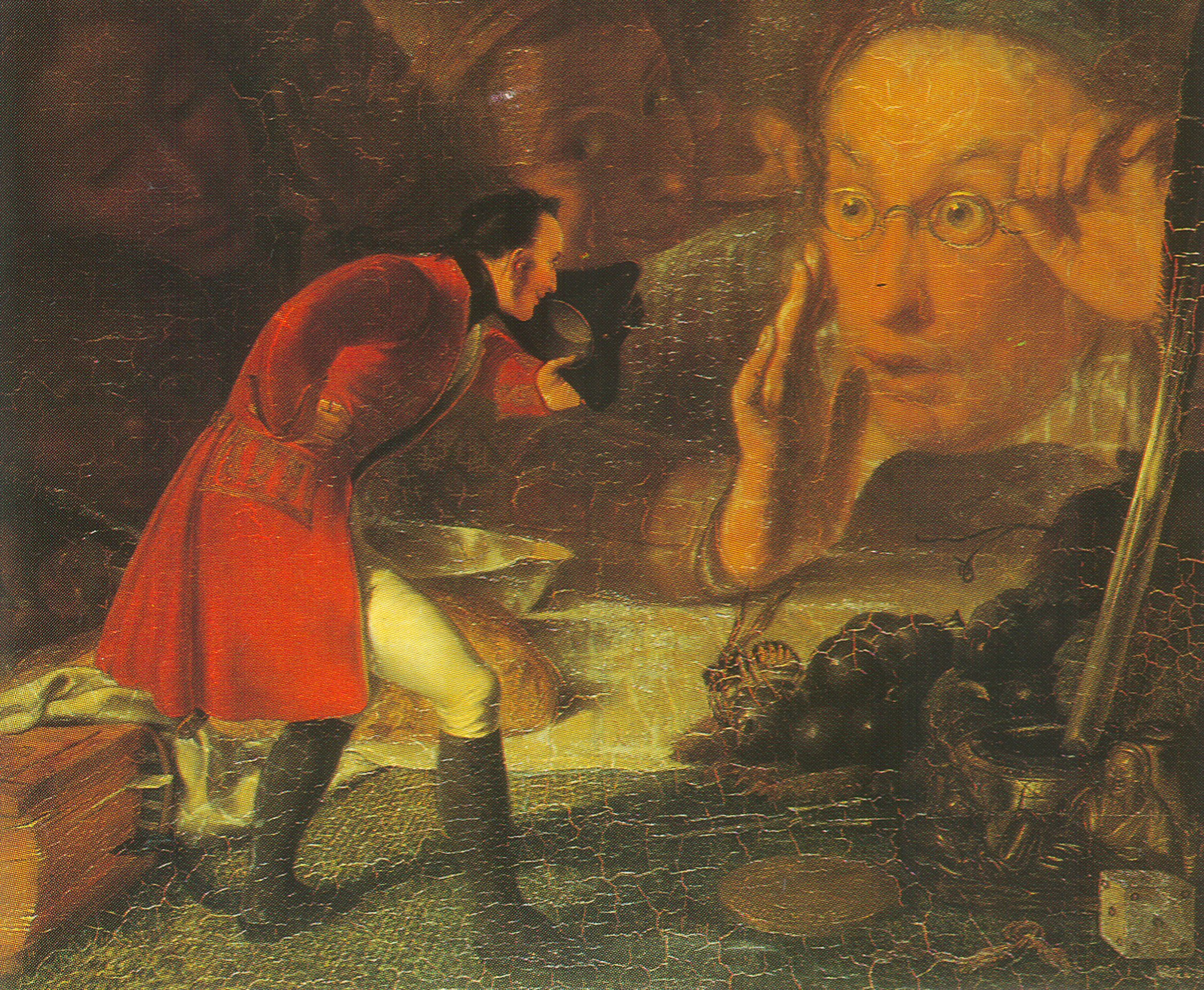
تاریخ متناوب

تاریخ جایگزین، تاریخ متناوب یا تاریخ بدیل ژانری از داستان‌نویسی است که با نگاه به تاریخ نگاشته می‌شود. این ژانر را می‌توان زیرمجموعه ژانر علمی-تخیلی، داستان‌های ادبی و تاریخی دانست.
این نوع داستان معمولاً شامل ادغام واقعیت‌های تاریخی، با برخی موضوعات خیالی می‌شود.